# Jennifer White
Jennifer White (Agoura Hills, California; 7 de febrero de 1988) es una actriz pornográfica y modelo erótica estadounidense.

## Biografía
Jennifer White, nombre artístico de 	Carly Anne Friedman, nació en la ciudad de Agoura Hills, al noroeste del condado de Los Ángeles, en una familia con ascendencia holandesa, inglesa, ucraniana y rusa. Estudió teatro musical en el instituto y fue cheerleader. Después de graduarse, entró en una escuela de cosmetología y trabajó en un salón de bronceado, donde acudían diversas actrices porno. Gracias a esta experiencia, y a los contactos que hizo, acabó por apuntarse al sitio web Craigslist, por medio del cual la llamaron de la agencia Metro Talent, quien la hizo una entrevista.
Jennifer White entró en la industria pornográfica en enero de 2009, a los 21 años de edad. Algunas de sus primeras películas fueron So You Wanna be a Porn Star, Throated 24, Feed the Models o Young and Glamorous 2.
Desde sus comienzos ha realizado diversidad de escenas, desde sexo anal a lésbico, doble penetración o masturbación; y ha trabajado para principales estudios del sector como Evil Angel, Hustler, Burning Angel, Jules Jordan Video, Naughty America, Bang Bros, New Sensations o Reality Kings.
En 2011 recibió la nominación en los Premios AVN a Mejor actriz revelación. Desde entonces, ha recibido numerosos premios y nominaciones, tanto en los AVN como en los XBIZ y otros certámenes de la industria. En relación con los AVN, también ha estado nominada, por ejemplo, en 2012 en la categoría de Mejor escena de sexo oral por Sloppy Head 3; en 2013 a la Mejor escena de sexo anal por la parodia porno Star Wars XXX; o en 2014 a Mejor actriz por Stripper y Mejor escena de sexo en grupo por Party with Rikki Six.
Jennifer White se declara abiertamente bisexual.
Su nombre artístico procede de la combinación de un nombre que ella misma ha recalcado en entrevistas sonaba muy común en su entorno, Jennifer, y el de su princesa Disney favorita: Blancanieves (Snow White en inglés).
White también ha declarado que sus actores y actrices porno favoritos son James Deen, Prince Yahshua, Shane Diesel, Adriana Chechik, Nina Elle, Megan Rain y Chanell Heart.
Otros títulos de su filmografía son Pussy Crazy 2, A Wet Dream On Elm Street, Brand New Faces 33, Entry In The Rear P.O.V., Farm Girls Gone Bad, Naughty Rich Girls 3, Secret Orgy Club, Sibling Squirters o Whale Tail'n 4.
Ha rodado más de 1100 películas como actriz.

## Premios y nominaciones
| Año  | Ceremonia    | Resultado | Premio                                                 | Trabajo                                               |
| ---- | ------------ | --------- | ------------------------------------------------------ | ----------------------------------------------------- |
| 2011 | Premios AVN  | Nominada  | Mejor actriz revelación                                | —                                                     |
| 2012 | Premios AVN  | Nominada  | Mejor escena POV de sexo                               | Jerkoff Material 6                                    |
| 2012 | Premios AVN  | Nominada  | Mejor escena de sexo oral                              | Sloppy Head 3                                         |
| 2013 | Premios AVN  | Nominada  | Mejor escena de trío M-H-M                             | Farm Girls Gone Bad                                   |
| 2013 | Premios AVN  | Nominada  | Mejor escena de sexo anal                              | Star Wars XXX: A Porn Parody                          |
| 2014 | Premios AVN  | Nominada  | Mejor actriz                                           | Stripper                                              |
| 2014 | Premios AVN  | Nominada  | Mejor escena de masturbación                           | Teasers: Extreme Public Adventures 7                  |
| 2014 | Premios AVN  | Nominada  | Mejor escena de sexo en grupo                          | Party with Rikki Six                                  |
| 2014 | Premios AVN  | Nominada  | Mejor escena escandalosa de sexo                       | 50 Guy Cream Pie 9                                    |
| 2014 | Premios XBIZ | Nominada  | Mejor actriz en película de sexo en pareja             | Stripper                                              |
| 2014 | Premios XBIZ | Nominada  | Mejor escena de sexo en película de parejas o temática | Stripper                                              |
| 2014 | Premios XRCO | Nominada  | Superslut of the Year                                  | —                                                     |
| 2015 | Premios AVN  | Nominada  | Premio fan: Culo más caliente                          | —                                                     |
| 2016 | Premios AVN  | Nominada  | Premio fan: Mejores pechos                             | —                                                     |
| 2017 | Premios AVN  | Nominada  | Premio fan: Culo más épico                             | —                                                     |
| 2018 | Premios AVN  | Nominada  | Mejor escena de sexo en grupo                          | Blacked Out 7                                         |
| 2018 | Premios AVN  | Nominada  | Mejor escena de trío M-H-M                             | Jews Love Black Cock                                  |
| 2018 | Premios AVN  | Nominada  | Premio fan: Pechos más espectaculares                  | —                                                     |
| 2018 | Premios XRCO | Nominada  | Unsung Siren                                           | —                                                     |
| 2019 | Premios AVN  | Nominada  | Mejor escena de sexo en grupo                          | Fuck Club                                             |
| 2019 | Premios AVN  | Nominada  | Mejor escena de sexo oral                              | Deadpool XXX: An Axel Braun Parody                    |
| 2019 | Premios AVN  | Nominada  | Premio fan: Culo más épico                             | —                                                     |
| 2021 | Premios AVN  | Nominada  | Mejor escena de sexo en grupo                          | Fuck Club 3                                           |
| 2023 | Premios AVN  | Nominada  | Mejor actriz de reparto                                | Deranged (Vols. 1 & 2)                                |
| 2024 | Premios AVN  | Nominada  | Artista femenina del año                               | —                                                     |
| 2024 | Premios AVN  | Nominada  | Mejor escena de blowbang                               | Deep Inside Jennifer White                            |
| 2024 | Premios AVN  | Nominada  | Mejor escena de gangbang                               | Deep Inside Jennifer White                            |
| 2024 | Premios XBIZ | Nominada  | Artista femenina del año                               | —                                                     |
| 2024 | Premios XBIZ | Nominada  | Mejor escena de sexo en película gonzo                 | Big Ass Attack 2                                      |
| 2024 | Premios XBIZ | Nominada  | Mejor escena de sexo en película lésbica               | Bedside Manhandlers                                   |
| 2024 | Premios XBIZ | Nominada  | Mejor escena de sexo en película performance           | Deep Inside Jennifer White                            |
| 2024 | Premios XBIZ | Nominada  | Mejor escena de sexo en película de temática erótica   | Deep Inside Jennifer White                            |
| 2024 | Premios XBIZ | Nominada  | Mejor escena de sexo en realidad virtual               | Friendsgiving with Benefits                           |
| 2025 | Premios AVN  | Nominada  | Artista femenina del año                               | —                                                     |
| 2025 | Premios AVN  | Nominada  | Mejor actriz de reparto                                | Dirty Cops                                            |
| 2025 | Premios AVN  | Nominada  | Mejor escena de gangbang                               | Jennifer White Overload                               |
| 2025 | Premios AVN  | Nominada  | Mejor escena de sexo anal                              | Oiled Up Jennifer White Gets All Her Holes Penetrated |
| 2025 | Premios XMA  | Nominada  | Artista femenina del año                               | —                                                     |
| 2025 | Premios XMA  | Nominada  | Mejor actuación protagonista                           | Dirty Cops                                            |
| 2025 | Premios XMA  | Nominada  | Mejor escena de sexo en película                       | Dirty Cops                                            |
| 2025 | Premios XMA  | Nominada  | Mejor escena de sexo en película                       | Iris                                                  |
| 2025 | Premios XMA  | Nominada  | Mejor escena de sexo en película performance           | Jennifer White: Overload                              |
| 2025 | Premios XMA  | Ganadora  | Mejor escena de sexo en película vignette              | Negotiation                                           |